# Asudalyk Achgabat
L'Asudalyk Achgabat est un club turkmène de football basé à Achgabat.

## Palmarès
- Coupe du Turkménistan
  - Finaliste : 2004